# Arabsko-izraelský konflikt

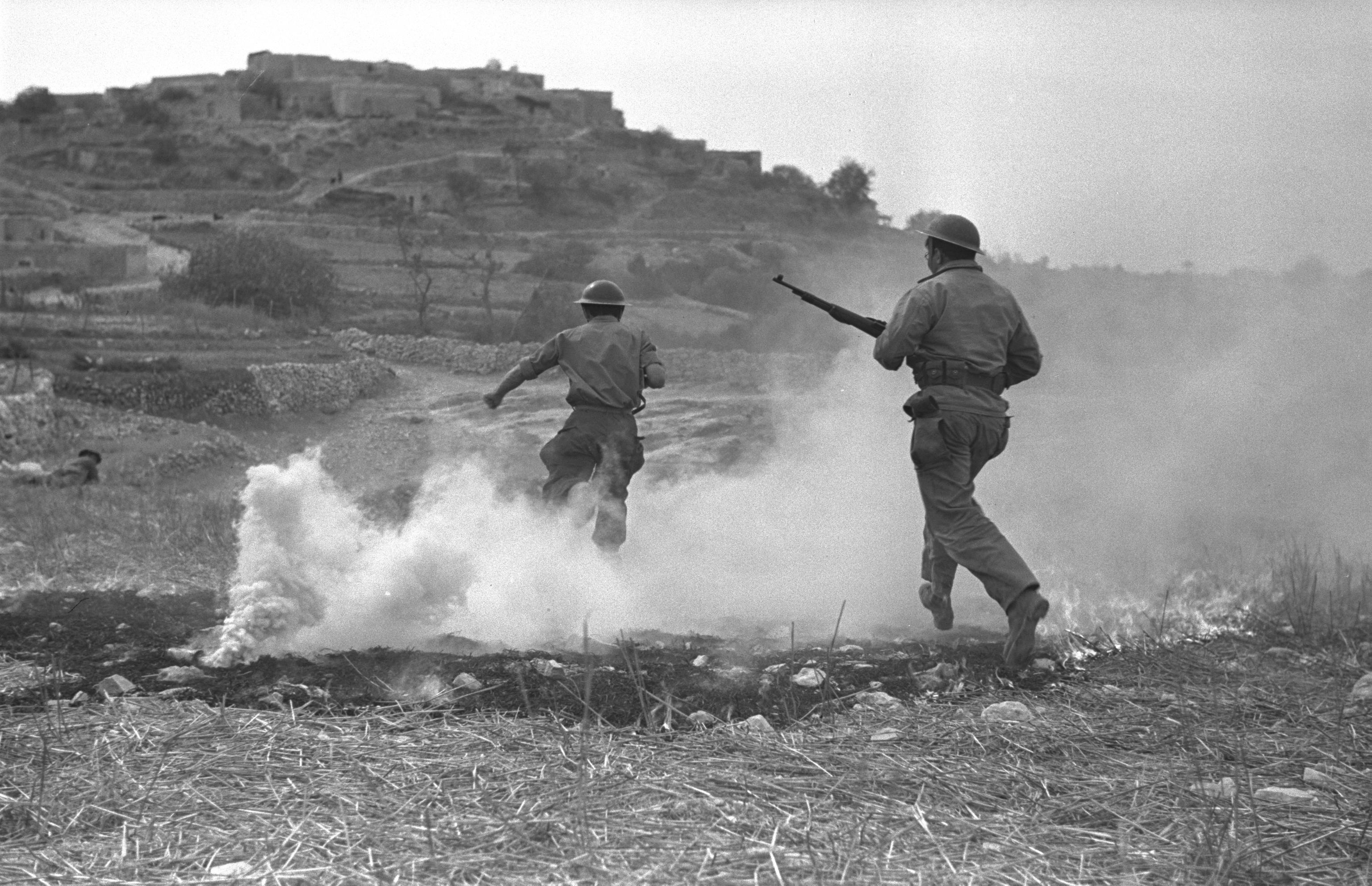
Válka roku 1948

Arabsko-izraelský konflikt (arabsky الصراع العربي الإسرائيلي‎, hebrejsky הסכסוך הישראלי ערבי‎) nebo blízkovýchodní konflikt je dlouhotrvající konflikt na Blízkém východě mezi arabskými státy a Izraelem, který v minulosti často vyústil ve vojenské střety označované jako arabsko-izraelské války. Konflikt trvající od vzniku státu Izrael v roce 1948 má historický, náboženský i politický rozměr. Arabsko-palestinský konflikt se díky studené válce dostal do centra světové politiky. Po konci této války a sérii pokusů o mírová řešení (jakkoli ne vždy zcela úspěšných) se však postupně proměnil spíše v konflikt lokální. Tento konflikt se nicméně automaticky stává součástí jakéhokoli geopolitického pohybu na Blízkém východě a hrozí tedy neustále přerůst v mnohem širší střet. Konflikt si za 70 let vyžádal zhruba 98 654 obětí. 

## Vývoj

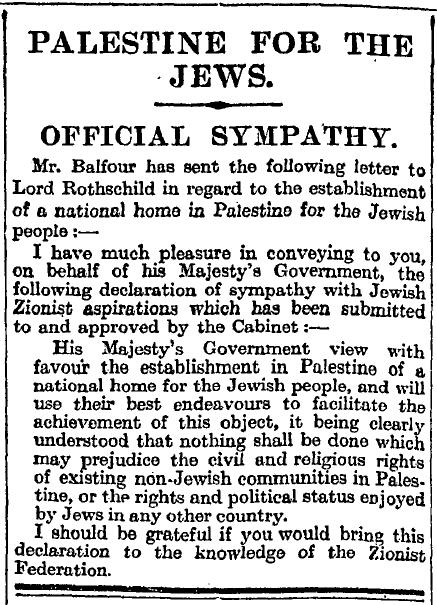
Oznámení o Balfourově deklaraci v deníku The Times

Kořeny konfliktu leží již na počátku 20. století, kdy Britské impérium ovládající území Palestiny, umožnilo židovské přistěhovalectví do oblasti (na základě tzv. Balfourovy deklarace). O toto přistěhovalectví usilovalo sionistické hnutí vzniklé na konci 19. století jako reakce na moderní antisemitismus. Hnutí hledalo nějaké území, kam by se Židé, nově hnutím definovaní jako národ, mohli sestěhovat a vytvořit národní domovinu. Uvažovalo se o několika projektech (Uganda, Argentina), ale nakonec se hnutí soustředilo na území Palestiny, k němuž byli Židé vázáni i citově, vzhledem ke své historii (Izraelské království). Po svolení Britů Balfourovou deklarací projekt začal získávat konkrétní obrysy a sionistům se podařilo některé evropské Židy k přesídlení skutečně přesvědčit. Ti většinou v oblasti zakládali zemědělské komuny. Místní Arabové se však postupně začali proti tomuto přistěhovalectví bouřit, a to i ozbrojenými povstáními.

Původní plán OSN: modré území měl být Izrael, červené a zelené arabská Palestina. Červená území Izrael po první vyhrané válce anektoval.

Poté, co evropský antisemitismus vyústil během druhé světové války (1939–1945) v systematické vyvraždění několika milionů Židů, začalo být světové společenství nakloněno tomu vyřešit problém umožněním vzniku židovského státu v Palestině. Toto řešení bylo nabíledni ještě z několika důvodů – britské koloniální správě se situace v oblasti vymykala z rukou (nepokoje Arabů, stejně jako židovský protibritský terorismus) a navíc po válce vznikla obecná protikoloniální nálada. Sami Britové ohlásili, že Britské impérium dále udržovat nemohou a Palestina, tehdy již Britský mandát Palestina, byla jednou z oblastí, z níž se hodlali v krátké době stáhnout (dále zejména z Indie). Vzhledem ke své pozici v oblasti přenechali její uspořádání Organizaci spojených národů (na rozdíl od Indie). Dalším podstatným faktorem bylo, že palestinští Arabové za druhé světové války spolupracovali s hitlerovským Německem, což jejich pozici po válce oslabilo. Ani ostatní arabské státy nebyli v dobré pozici. Těžba ropy, díky níž brzy mnoho z nich zbohatlo, byla teprve v začátcích, a tyto státy neměly žádného podstatného spojence – vznik židovského státu podporovali oba hlavní vítězové druhé světové války, Spojené státy americké i Sovětský svaz. Vůdce sovětské říše Stalin si sliboval, že nový stát se stane brzy socialistickým a bude sovětskou základnou v oblasti, které jinak dlouhodobě dominovali zejména Britové a Francouzi. Sionismus měl skutečně i radikálně levicové proudy a sám zakladatel Izraele David Ben Gurion se vždy označoval za marxistu, takže Stalinův kalkul nebyl zcela nesmyslným. Přesto Stalinovi nevyšel, což mělo posléze velké geopolitické důsledky. 

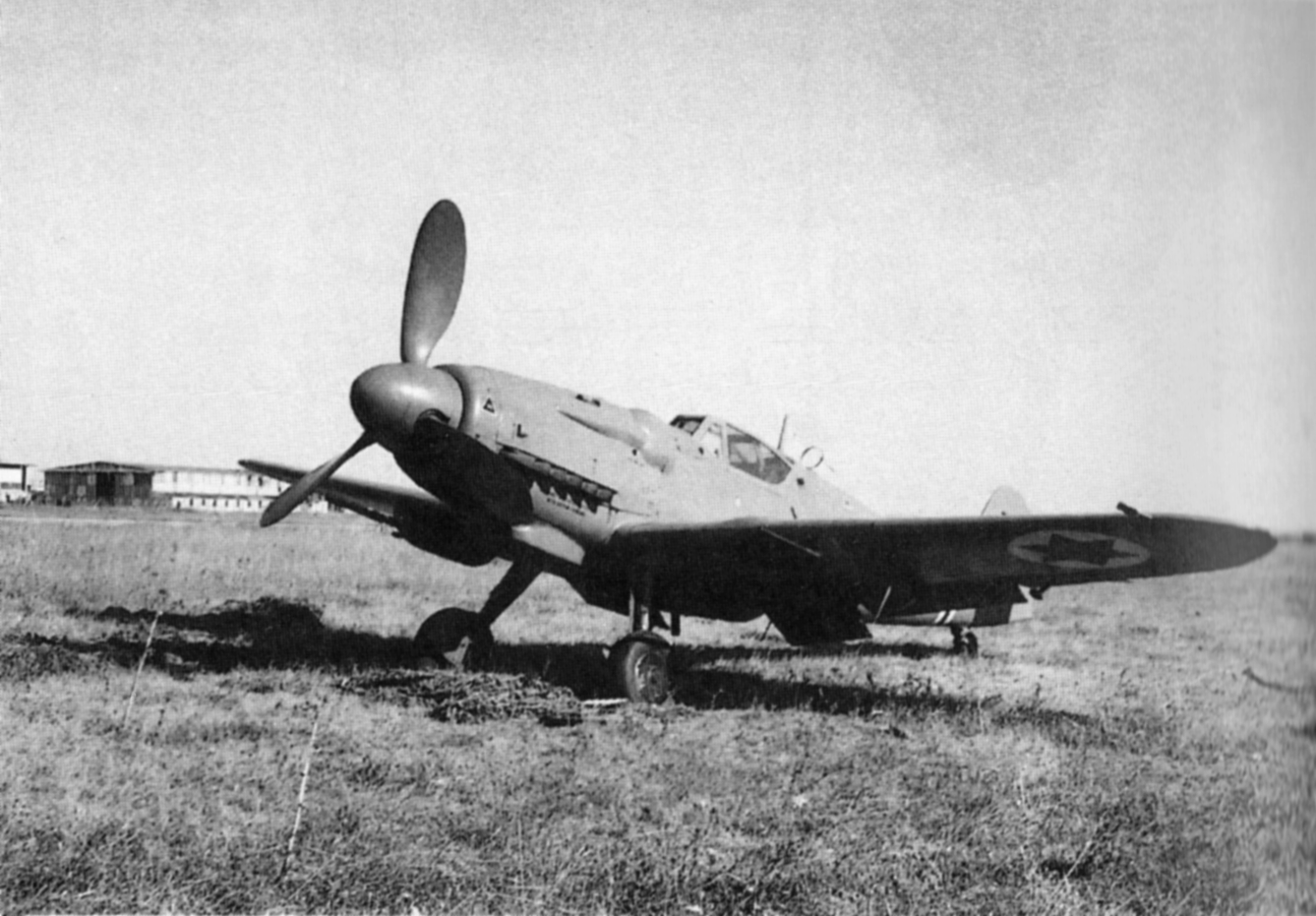
Izraelský letoun Avia S-199 dodaný Československem

Roku 1947 však ještě USA i SSSR podporovaly plán OSN z roku 1947, na jehož základě měly na území Palestiny vzniknout dva samostatné státy, jeden arabský a druhý židovský. Zástupci židovského obyvatelstva plán přijali a po opuštění území britskou armádou 14. května 1948 vyhlásili nezávislý Stát Izrael. Arabové plán odmítli a okolní arabské státy na deklaraci nezávislosti reagovaly ozbrojeným útokem s cílem likvidace Izraele. V této první arabsko-izraelské válce Židé zvítězili, přičemž velkou roli v tom sehrála i vojensko-materiální pomoc tehdejšího Československa (poskytovaná s tichým souhlasem Sovětů). Hranice státu díky tomuto vítězství Izraelci upravili tak, aby stát byl bránitelný a životaschopný, tedy obsadil některá území původně určená pro vytvoření arabského státu a západní Jeruzalém. Palestinský stát nevznikl, s argumentem, že území na němž by vzniknout mohl, je okupováno (k čemuž přispěla i jordánská anexe Západního břehu v roce 1950 a anexe Gazy Egyptem roku 1953). 

Palestinský uprchlický tábor v Sýrii

Arabské státy Izrael neuznaly. Asi 700 000 Arabů poté uprchlo do sousedních zemí. Tyto země však nechtěly, aby se tito Arabové stali součástí jejich společností, ačkoli k tomu nebyla etnická, jazyková či kulturní zábrana. Vytvořily pro ně uprchlické tábory, aby bylo zdůrazněno, že tito lidé se na opuštěná území vrátí, a aby "problém palestinských uprchlíků" mohl dále sloužit jako klacek na Izrael v mezinárodní politice a nezmizel z její agendy. Neudělily těmto uprchlíkům většinou ani občanství (s výjimkou např. Jordánska), takže potomci uprchlíků z roku 1948 žijí mnohde v uprchlických táborech dodnes, již několikátou generaci. Tito lidé si také přestali říkat Arabové a začali pro sebe užívat pojmu Palestinci, aby bylo zdůrazněno, že Židé nejsou ve střetu s mohutnou arabskou masou, ale utlačují maličký národ. Nutno ovšem říci, že v průběhu doby palestinská národní identita skutečně vznikla. Palestinci poté sehráli značnou politickou úlohu ve státech, do nichž odešli. Ve stejné době, kdy Palestinci uprchli z Izraele, byly vyhnány statisíce Židů ze všech arabských zemí na severu Afriky, tzv. sefardim. Ti našli nový domov v Izraeli. Za prvních třicet let arabsko-izraelského konfliktu bylo z arabských a muslimských zemí vyhnáno 850 000 Židů.
Do čela palestinské politické reprezentace se postavil Jásir Arafat a jeho Organizace pro osvobození Palestiny si získala značný mezinárodněpolitický vliv. Nahrála mu studená válka, která vypukla mezi Západem a Východem na konci 40. let a roztržka mezi Izraelem a Sovětským svazem v roce 1950. Po fiasku izraelských komunistů ve volbách roku 1949 Stalin pochopil, že Izrael se součástí jeho bloku nestane a nasadil ostře protiizraelský kurz. Nenávist k sionismu se stala základní ideovou výbavou komunistických režimů všude po světě a stála tam i lidské životy, například při zinscenovaném procesu se "sionistickým spikleneckým centrem" v Československu nebo v pozdně stalinistickém "procesu se židovskými lékaři". Sovětský svaz se stal spojencem arabských států, které obklopovaly Izrael a jejichž dlouhodobým cílem bylo zničení Izraele (zejm. násirovského Egypta a Sýrie). 

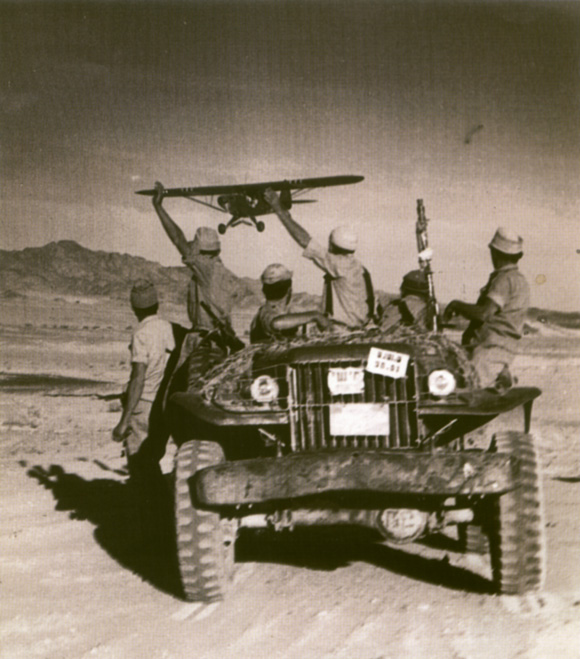
Izraelští vojáci zdraví roku 1956 francouzský letoun

Spojenectví arabských států se Sovětským svazem bylo posíleno tzv. sinajskou válkou v roce 1956. Do ní byl Izrael zapojen spíše okrajově, v zásadě šlo o spor Britů a Francouzů s Egyptem o Suezský průplav, který egyptský prezident Násir znárodnil. Británie a Francie uzavřela s Izraelem tajnou dohodu, že provede určité vojenské operace, které budou sloužit jako zástěrka a záminka k vojenským operacím evropských mocností, jejichž hlavním cílem však bude vojensky získat kontrolu nad průplavem. Nepromyšlená akce, která rozčílila i neinformované Spojené státy, skončila pro Evropany v zásadě fiaskem a potvrdila definitivní konec velmocenského postavení západoevropských států. Nicméně Izrael využil akce k obsazení pásma Gazy a Sinajského poloostrova (který držel do roku 1957). Spolupráce Izraelců s Brity a Francouzi nicméně dala Sovětům argument, že sionisté jsou součástí "spiknutí západních imperialistů" a prestiž Sovětského svazu v arabských zemích vzrostla.

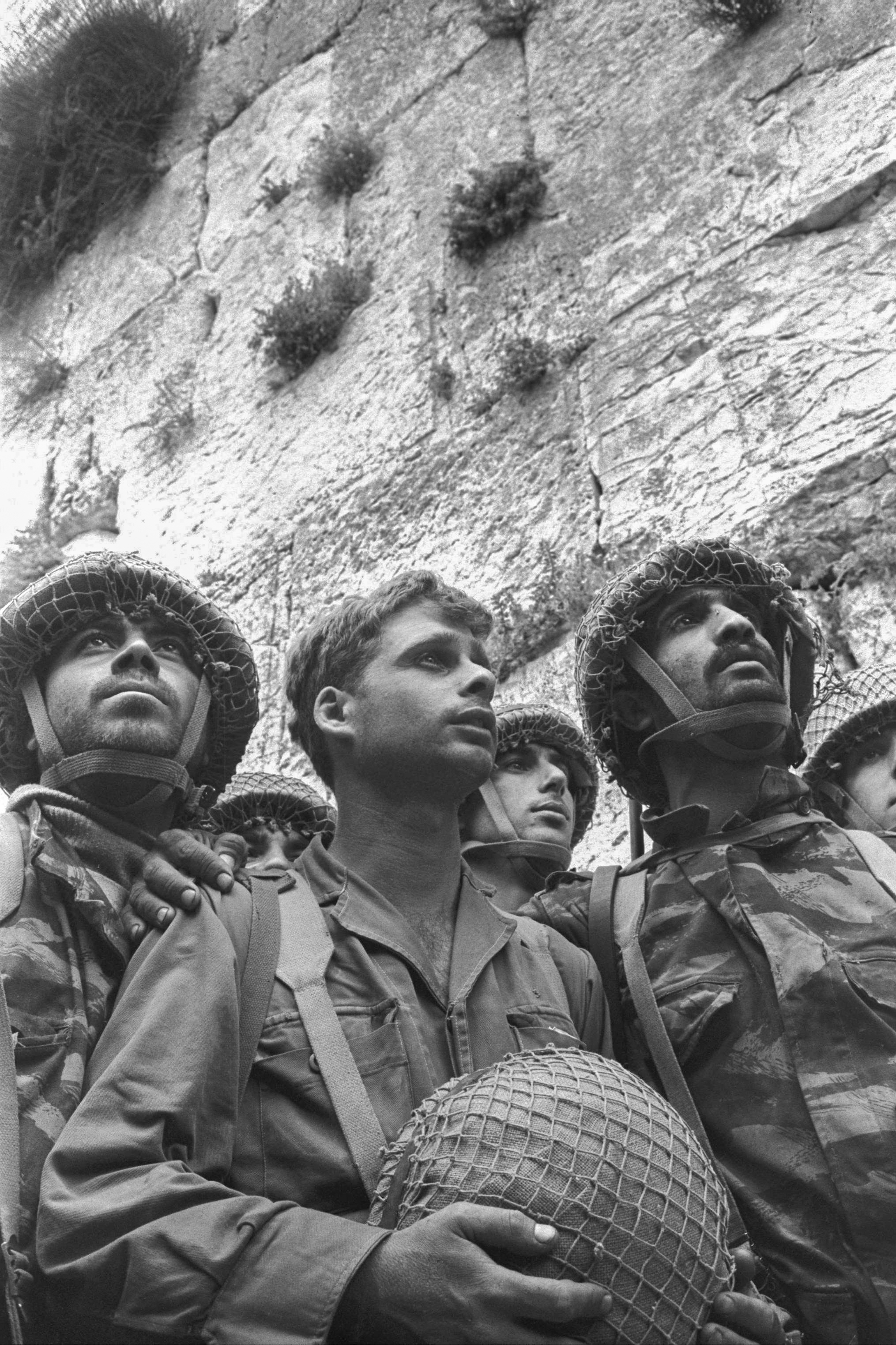
Izraelští vojáci se roku 1967 probojovali ke Zdi nářků

Násir, který byl představitelem panarabismu a arabského nacionalismu, a jenž se chtěl stát vůdcem velkého státu, který by sjednotil všechny Araby, potřeboval získat a udržet svou pozici jasného panarabského lídra. K tomu potřeboval protiizraelskou akci, přičemž ovšem na plnou válku si netroufal. Proto velmi netakticky v roce 1967 zablokoval Tiranskou úžinu, aby jí nemohly proplouvat izraelské lodě. Výsledkem byla tzv. šestidenní válka. Reakce Izraele byla blesková a drtivá – během krátké letecké kampaně Izraelci zničili egyptské i syrské letectvo a izraelská pozemní armáda obsadila Sinajský poloostrov, východní Jeruzalém, celý Západní břeh Jordánu a Golanské výšiny na hranicích se Sýrií (významné pro svou strategickou polohu; z jejich vrcholků může být ostřelována velká část severu Izraele včetně životně důležitého vodovodu spojujícího severní a jižní část státu). Na Sinaji pak konflikt přerostl ve vleklou opotřebovací válku s mnoha drobnějšími přeshraničními přestřelkami.
Potupná porážka otřásla autoritou Násira i ideou jednotného arabského státu, v němž by dominoval Egypt. Násir roku 1970 zemřel a nahradil ho Anvar Sádát. Ten se zpočátku snažil držet v násirovské linii, a proto zahájil ve spolupráci se Sovětským svazem přípravu mohutné válečné operace, která by Izrael zničila. Do Egypta dorazilo 10 000 sovětských "poradců", ve skutečnosti vojenských velitelů, kteří začali cvičit a organizovat egyptskou armádu. Tito velitelé vymysleli několik strategicko-technologických inovací, například využití vodních těl pro rozbití terénních zábran vytvořených Izraelci na Sinaji, vytvoření efektivních speciálních protitankových jednotek a střel apod. Rozhodující útok Násir a jeho arabští spojenci (zejm. Sýrie) naplánovali na rok 1973. Tzv. Jomkipurská válka začala pro Araby sérií úspěchů. Izraelci byli útokem zaskočeni a Arabové rychle pronikli do hloubi izraelského území. Pak však přešel Izrael do protiútoku a zahnal egyptskou armádu až za Sinaj a syrskou dokonce k Damašku. Jen díky zuřivé mezinárodněpolitické kampani Sovětů nebyla celá Sýrie okupována a Izraelci zastavili svůj postup i v Egyptě.

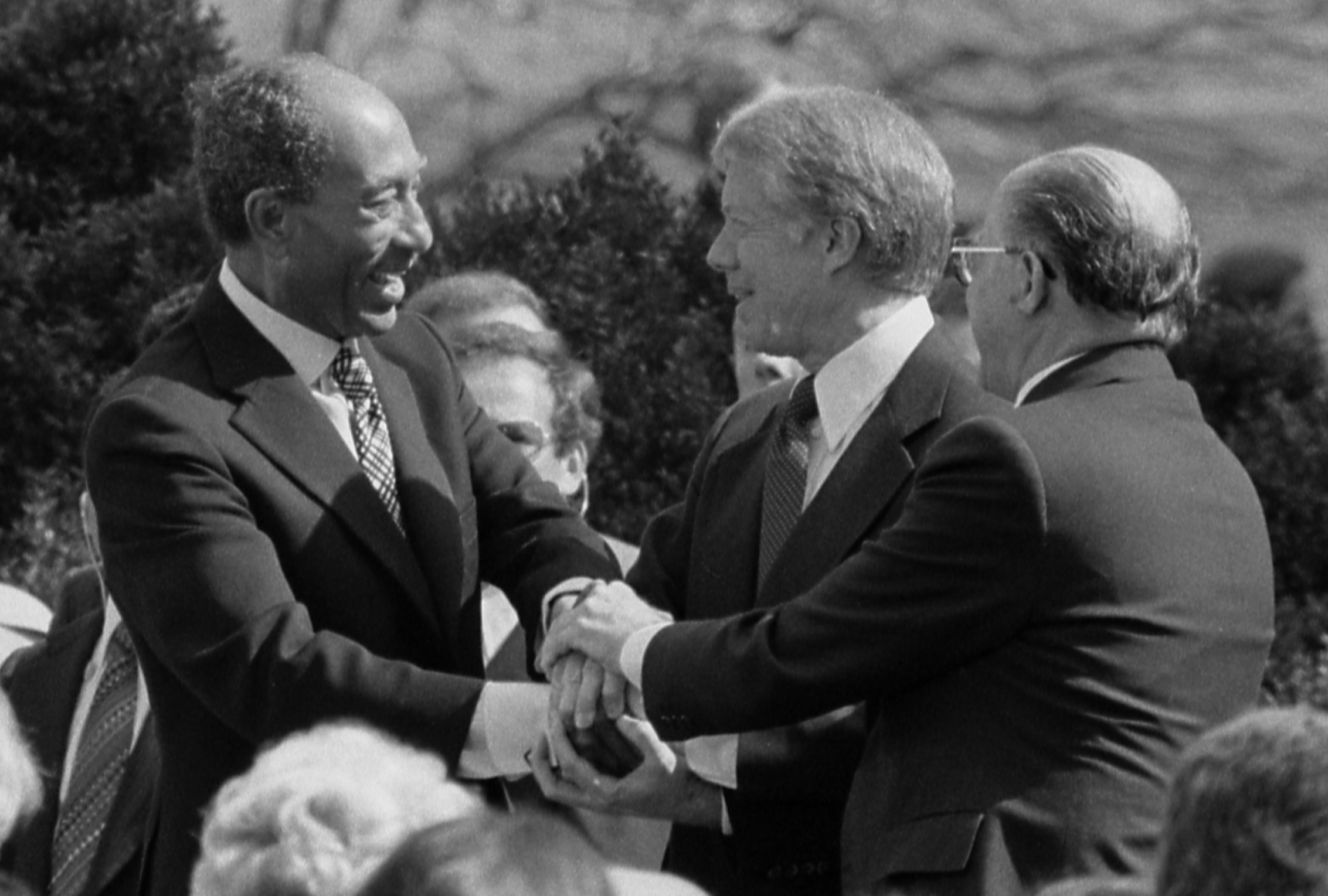
Mírová dohoda 1979, zleva Anvar Sádát, Jimmy Carter a Menachem Begin

Válka měla zásadní dopady geopolitické. Sádát pochopil, že Sovětský svaz je "obr na hliněných nohou" a opírat se o něj nemá dále smysl. Vypověděl Sověty z Egypta a zahájil diplomatická jednání se Spojenými státy. A ty ho nakonec přesvědčily k podpisu mírové dohody s Izraelem v roce 1979 (všechny okolní státy byly formálně ve válečném stavu s Izraelem od roku 1948). Izraelci se v rámci mírové dohody postupně stáhli ze Sinaje. Sádát za podpis této průlomové dohody získal Nobelovu cenu míru (stejně jako jeho izraelský protějšek Menachem Begin), avšak také za ni zaplatil životem, když byl zabit islámskými fundamentalisty. Jeho nástupce Husní Mubárak však základní linii, tedy spojenectví s USA a mír s Izraelem, udržel. Izrael tak ztratil klíčového vojenského nepřítele ve svém bezprostředním sousedství. Pokus získat si dokonce spojence v podobě Libanonu, poté co by křesťané vyhráli v tamní občanské válce (Izrael se je pokusil vojensky podpořit), ovšem nevyšel. Zapojení Izraele do libanonské občanské války v roce 1982 naopak posloužilo ke kampani, ve které byl Izrael obviňován ze zločinů spáchaných ve skutečnosti místními křesťanskými milicemi.

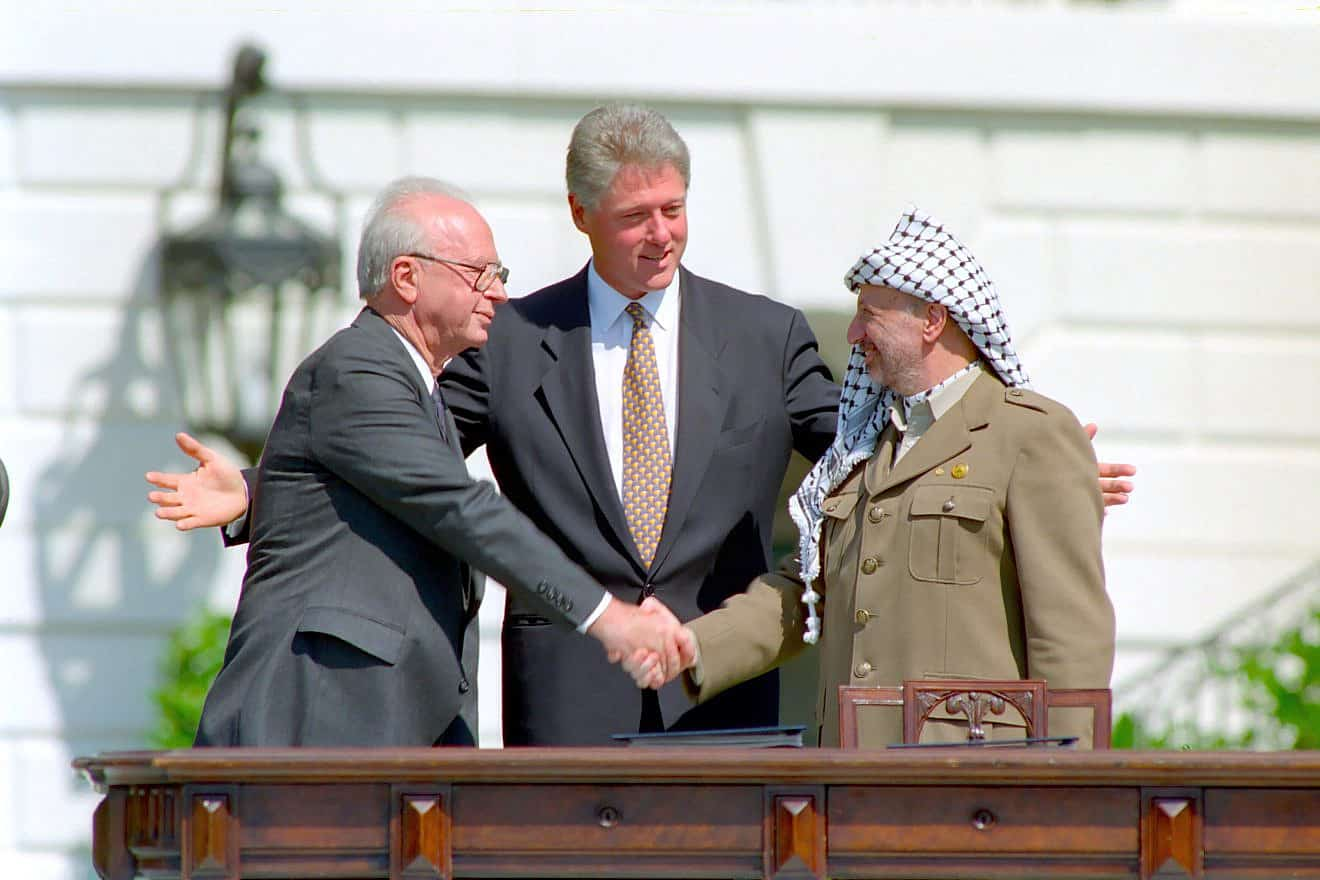
Podpis mírových dohod z Osla v Bílém domě

Na konci 80. let se nicméně Jásiru Arafatovi začalo zdát, že ostatní arabské státy i Sovětský svaz přestávají palestinskou kartu hrát. Pokusil se tedy napětí znovu rozdmýchat palestinským povstáním zvaným první intifáda. Začalo roku 1987, ovšem mezinárodněpolitická situace nebyla pro povstání příznivá – Sovětský svaz vedený reformátorem Michailem Gorbačovem se soustředil na vnitřní reformy a snížení napětí mezi jeho zemí a Spojenými státy. V době, kdy povstání končilo (1992–1993) se Sovětský svaz dokonce rozpadal a Spojené státy, klíčový izraelský spojenec, se chopily na zhruba desetiletí role jasného a v zásadě jediného globálního hegemona. To nakonec pochopil i Arafat a tato situace ho přiměla k bezprecedentní smířlivosti. Mírová dohoda z Osla, kterou s Izraelci uzavřel roku 1993, a na základě níž vznikla Palestinská autonomie, do jejíhož čela se Arafat vzápětí postavil, byla v rámci arabsko-izraelského konfliktu důležitým mezníkem, byť velké naděje na brzký mír se nakonec nenaplnily. Důsledkem Osla každopádně bylo podepsání druhé mírové dohody mezi Izraelem a jeho sousedem – Jordánskem. K podpisu došlo roku 1994. V roce 2000 se vztahy s Palestinci ovšem zhoršily a vypukla druhá intifáda (provázená sérií teroristických útoků). Skončila roku 2005.

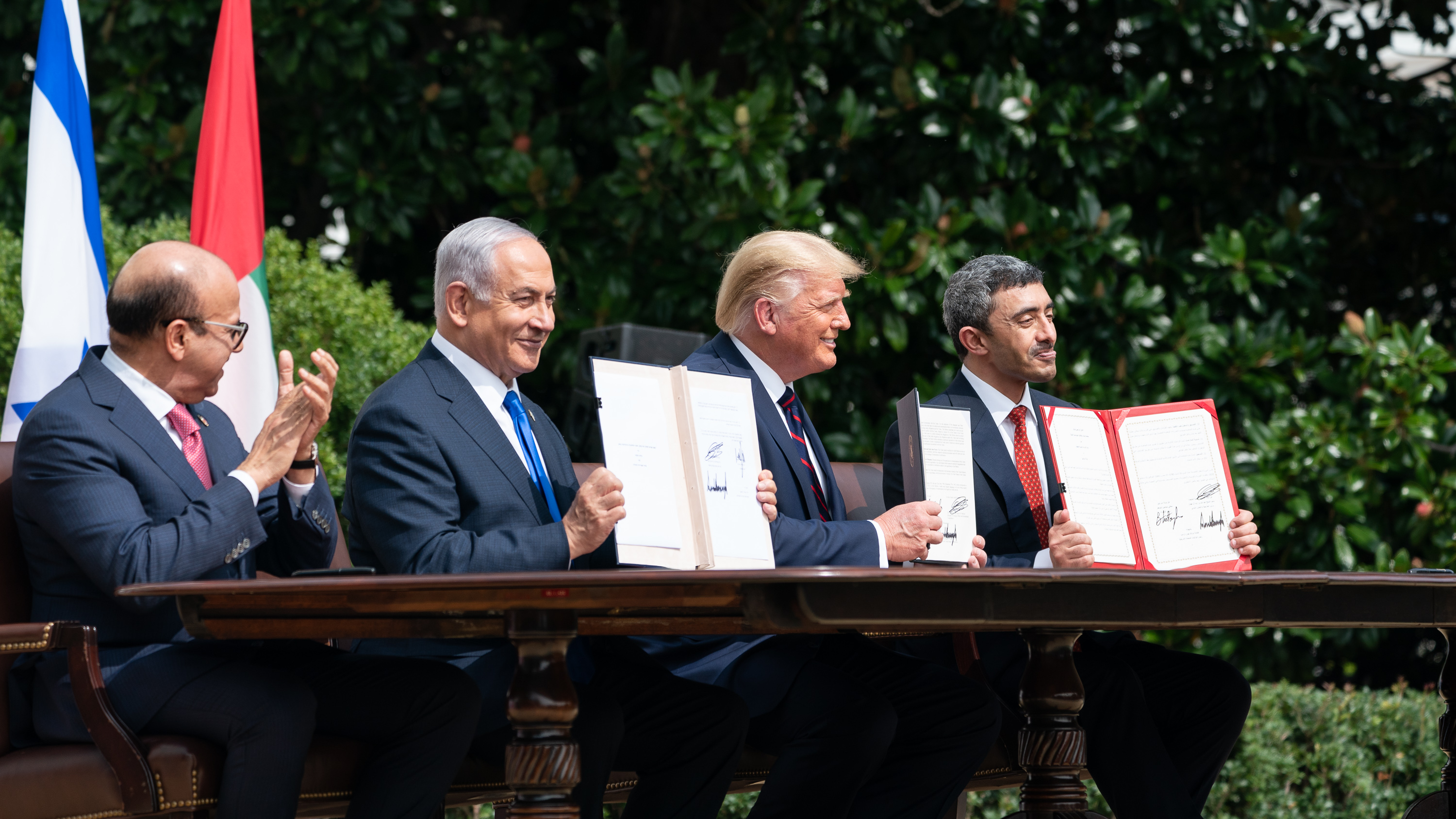
Podpis dohody o normalizaci vztahů Izraele a Spojených arabských emirátů roku 2020

Co se týče sousedů, Izrael je stále ve válečném stavu se dvěma z nich, Libanonem a Sýrií, a také dalším z členů válečné koalice z roku 1948, Irákem (jeho dlouholetý vůdce Saddám Husajn mírová jednání znemožňoval, Izraelci bombardováním zničili roku 1981 jeho jaderný program a on naopak ve válce v zálivu roku 1991, při pokusu anektovat Kuvajt, vystřelil na Izrael sérii raket, ve snaze vtáhnout Izraelce do konfliktu, a zajistit si tak podporu ostatních arabských států – Izrael po těžké diplomatické ofenzívě Spojených států na tento útok neodpověděl a bylo to poprvé v historii, kdy židovský stát nereagoval na útok na své území). Islamisté v Libanonu (Hizballáh), v Gaze (Hamás) a baasistický režim v Sýrii se začaly od začátku 21. století opírat především o Írán. Ten tak převzal roli hlavního vůdce protiizraelského hnutí (ačkoli se paradoxně žádné války proti Izraeli neúčastnil). Do této koalice vstoupilo v putinovské éře jistým způsobem i Rusko, které především využilo syrské občanské války, pomohlo ohroženému režimu a znovu tak v podobě Sýrie obnovilo svou tradiční geopolitickou základnu v oblasti; navíc intenzivně spolupracuje s Íránem. Rusko se však zatím, na rozdíl od Sovětského svazu, vyhýbá konfrontaci s Izraelem, povětšinou i rétorika je oproti sovětským časům umírněná. Izrael se dostává s Palestinci i ostatními Araby do řady konfliktů, ale útočí především na spojence Íránu – Hizballáh na jihu Libanonu nebo Hamás v Gaze. Vstup Íránu do hry poněkud změnil mezinárodněpolitické souřadnice v Perském zálivu. Státy v zálivu (Saúdská Arábie, Spojené arabské emiráty) patřily k tradičním podporovatelům palestinského hnutí (byť šlo často zároveň, paradoxně, o spojence Spojených států), nicméně vliv Íránu na Palestince je začal znervózňovat. Výsledkem bylo bezprecedentní zlepšení vztahů mezi Izraelem a zejména Spojenými arabskými emiráty (SAE). Naopak spolupráce Kataru s Hamásem a Hizballáhem vedla ke zhoršení vztahů tohoto malého bohatého emirátu se Saúdy a SAE.

## Sporné otázky konfliktu
V současnosti se při řešení arabsko-izraelského konfliktu hovoří o těchto hlavních sporných otázkách:
- Bezpečnost židovského státu Izrael
- Teritorium Západního břehu Jordánu a Golanských výšin
- Vznik palestinského státu
- Židovské osady na okupovaných územích
- Status Jeruzaléma (svaté místo tří náboženství, východní část jako hlavní město palestinského státu)
- Návrat palestinských uprchlíků

## Ve filmu
- Exodus, Otto Preminger, USA, 1960, 199 min., hrají: Paul Newman, Eva Marie Saint